# Parti communard révolutionnaire
 (février 2018).
Si vous disposez d'ouvrages ou d'articles de référence ou si vous connaissez des sites web de qualité traitant du thème abordé ici, merci de compléter l'article en donnant les références utiles à sa vérifiabilité et en les liant à la section « Notes et références ».
Le Parti communard révolutionnaire (DKP) est une organisation clandestine turque d'extrême gauche, créée le 4 février 2016 à la suite de la fusion du Mouvement de libération et du Parti révolutionnaire turc.
Le communiqué publié lors de sa formation affirme que « la classe ouvrière, les travailleurs, les opprimés, les femmes, les jeunes, doivent s’unir dans le parti d'avant-garde marxiste-léniniste internationaliste qu’est le Parti communard révolutionnaire, pour s’organiser et diriger politiquement l’entreprise de la guerre révolutionnaire ». Le Parti communard révolutionnaire vise à  « instaurer un monde sans exploitation et sans classe, basé sur l'humain et l'harmonie, en éliminant le système patriarcal ». Le communiqué arbore le slogan « de chacun selon ses moyens, à chacun selon ses besoins », « devise du combat pour atteindre un monde communiste ». L'aile combattante du parti est part intégrante des Forces unies de libération, dont la base est situé au Rojava. Il est, le 12 mars 2016, l'un des groupes fondateurs du Mouvement révolutionnaire uni des peuples[réf. nécessaire].
Au début de l'année 2017, le mouvement Devrimci Karargâh (en) a annoncé sa dissolution et sa fusion avec le Parti communard révolutionnaire[réf. nécessaire].